# Ronald Mulder
Ronald Mulder (* 27. Februar 1986 in Zwolle) ist ein niederländischer Inline-Speedskater und Eisschnellläufer. Sein Zwillingsbruder Michel ist ebenfalls ein erfolgreicher Eisschnellläufer.

## Werdegang
Bei den Eisschnelllauf-Einzelstreckenweltmeisterschaften 2012 im niederländischen Heerenveen belegte Mulder über 500 m den sechsten Platz. Bei den Olympischen Winterspielen 2014 in Sotschi gewann er hinter seinem Zwillingsbruder Michel und Jan Smeekens über 500 m die Bronzemedaille. Die Mulders sind erst das zweite Zwillingspaar bei Olympischen Winterspielen (nach Phil und Steve Mahre 1984), das in einem Wettbewerb gleichzeitig Medaillen errang.

## Persönliche Bestzeiten
- 500 m      34,08 s (aufgestellt am 25. Februar 2017 in Calgary)
- 1000 m    1:07,99 min (aufgestellt am 21. März 2015 in Calgary)
- 1500 m    1:49,58 min (aufgestellt am 22. März 2015 in Calgary)
- 3000 m    4:22,82 min (aufgestellt am 12. Januar 2008 in Groningen)
- 5000 m    8:08,12 min (aufgestellt am 12. Februar 2004 in Utrecht)

## Weltcupsiege im Eisschnelllauf

### Weltcupsiege im Einzel
| Nr. | Datum             | Ort        | Disziplin |
| --- | ----------------- | ---------- | --------- |
| 1.  | 8. November 2013  | Calgary    | 500 m     |
| 2.  | 8. März 2014      | Inzell     | 500 m     |
| 3.  | 15. März 2014     | Heerenveen | 500 m     |
| 4.  | 13. März 2016     | Heerenveen | 500 m     |
| 5.  | 18. November 2017 | Stavanger  | 500 m     |
| 6.  | 31. Januar 2021   | Heerenveen | 500 m     |

### Weltcupsiege im Team
| Nr. | Datum             | Ort                 | Disziplin    |
| --- | ----------------- | ------------------- | ------------ |
| 1.  | 14. November 2015 | Calgary             | Teamsprint 1 |
| 2.  | 12. März 2016     | Heerenveen          | Teamsprint 1 |
| 3.  | 12. März 2017     | Stavanger           | Teamsprint 2 |
| 4.  | 15. November 2019 | Minsk               | Teamsprint 3 |
| 5.  | 22. November 2019 | Tomaszów Mazowiecki | Teamsprint 4 |
| 6.  | 6. Dezember 2019  | Nur-Sultan          | Teamsprint 5 |